# S-56 (潜水艦)
| S-56                                 | S-56                                                                                                 |
| ------------------------------------ | --- |
| 親衛赤旗潜水艦 S-56 ウラジオストク市 | |
| 艦級概観                             | |
| 国籍                                 | ソビエト連邦                                                                                         |
| 艦種                                 | 中型潜水艦                                                                                           |
| 艦名                                 | S-56                                                                                                 |
| 艦歴                                 | |
| 進水                                 | 1939年12月25日                                                                                       |
| 退役                                 | 1955年3月14日                                                                                        |
| 現在                                 | ウラジオストクにて展示 太平洋艦隊戦史博物館別館                                                      |
| 性能諸元                             | |
| 排水量                               | 水上：837トン 水中：1,090トン                                                                        |
| 全長                                 | 77.7m                                                                                                |
| 全幅                                 | 6.4m                                                                                                 |
| 平均 吃水                            | 4m                                                                                                   |
| 機関                                 | ディーゼル2基1軸 2000馬力 電動モーター2基 PG72/35 1基550馬力                                         |
| 速力                                 | 水上：19.5kt 水中：8.7kt                                                                             |
| 乗員                                 | 42名                                                                                                 |
| 兵装                                 | 1×100/52 B-24艦砲 6×533mm 魚雷発射管 艦首4門 艦尾2門 魚雷搭載本数12本 対空火器 45mm半自動両用砲 21-k |
| 備考                                 | 安全潜航深度：80m 限界深度:100m 最大連続潜航期間:30日                                                |

S-56(С-中型の意味)は第二次世界大戦中のソ連のディーゼル潜水艦。S型潜水艦。第9改系列。
現在はウラジオストク市カラブリナヤ・ナベレジナヤに博物館として展示されている。

## 建造の経緯
潜水艦の建造は1936年11月24日、レニングラードのアンドレ・マルティ造船工場(1992年3月30日以降は国家企業アドミラルティ造船所)において着工された。潜水艦はブロックごとに鉄道で最終的な組み立て地であるウラジオストク、第202号工場(ヴォロシーロフ記念ダリザヴォート)へと搬送され、1939年12月25日進水した。隊伍に加わったのは1941年10月20日だった。1941年10月30日、この潜水艦に戦術番号が与えられ、S-35は正式に太平洋艦隊の一員となった。翌、31日には甲板にソ連海軍旗が掲げられた。

## 北方艦隊への異動
1942年10月6日、グレゴリー・イワノヴィチ・シシェドリン大尉の指揮のするS-56は、 イワン・フォミチ・クチェレンコ大尉の指揮する僚艦のS-51と共にウラジオストクを出港した。
ウラジオストクからペトロパブロフスク・カムチャツキーへ向かい、アメリカ西海岸伝いに南下、パナマ運河を経て再び北上、カナダ、スコットランドの港に寄港し、最終目的地であるムルマンスク、ポリャールヌイを目指した。

## 航海の道筋
ウラジオストク-ペトロパブロフスク・カムチャツキー-ダッチハーバー-サンフランシスコ-ココソロ（アメリカ）-パナマ運河-グアンタナモ-ハリファックス-ロサイス（スコットランド）-ラーウィック（スコットランド）-ポリャールヌイ（ムルマンスク）
この異動を指揮したのは、ソ連邦英雄一等海軍大将アレクサンドル・ウラジーミロヴィチ・トリポリスキーであった。

## 戦闘への参加
戦時下にあってS-56は8回の軍事行動を実施、13回の攻撃を行い、30本の魚雷を発射した。この結果、S-56は10隻の輸送船を含む船舶を撃沈、また、4隻を大破させた。その間、S-56に向けて3000発以上の爆雷が投下された。1944年3月31日、これらの戦功によってS-56は赤旗勲章を授与する名誉を受けた。1945年2月23日には『親衛潜水艦』の称号が与えられた。大祖国戦争中のS-56の撃沈報告は19回に及んだ。

## 撃沈した船舶
S-56の通算撃沈総トン数は大祖国戦争中、S-13 (ソビエト連邦の潜水艦)(44,100トン)、L-3 (ソビエト連邦の潜水艦)(22,500トン※主に機雷による)には及ばないものの、目標船舶の、魚雷による確実な撃沈数では、ソ連の潜水艦のなかで最も大きな戦果を挙げている。
- 1943年5月17日、タンカーユーロシュタット1118トン
- 1943年7月7日、トロール船、(M-346)551トン
- 1943年7月19日、警備艦Ki 09『アラン(466トン)』
- 1944年1月28日、輸送艦ハイドリッヒ・シュルツ(5056トン)
- 1943年5月17日、輸送艦wartheland(5096トン)魚雷不発のため撃沈には至らず。